# CHAOS;CHILD らぶchu☆chu!!
『CHAOS;CHILD らぶchu☆chu!!』（カオスチャイルド らぶチュッ☆チュッ!!）は、5pb.によって開発され2017年3月30日に発売されPlayStation 4及びPlayStation Vita向けのアドベンチャーゲーム。
このゲームは2014年に発売された『CHAOS;CHILD』のファンディスクであり、「科学アドベンチャーシリーズ」の1つである。『CHAOS;CHILD』の物語の後の東京の渋谷を舞台に「ニュージェネレーションの狂気の再来」を無視して、『CHAOS;CHILD』のヒロイン達と過ごす事を選んだ宮代拓留の物語である。

## 内容
『CHAOS;CHILD らぶchu☆chu!!』は、プレイヤーの選択によって物語が分岐するビジュアルノベルである。プレイヤーは作中に登場する雑誌の「クールキャットプレス」のYES/NOアンケートを選択する「YES/NOトリガー」と、『CHAOS;CHILD』にも登場したどのような妄想をするかを選択する「妄想トリガー」を定期的に使用する。これらの選択によって物語が分岐し、キャラクターの反応に影響を与え、プレイヤーは様々な場面を体験することができる。

## ストーリー
本作は2015年10月の東京の渋谷を舞台とした『CHAOS;CHILD』のスピンオフである。「ニュージェネレーションの狂気の再来」と称される奇妙な事件が連続していたが、新聞部の部長である主人公の宮代拓留は事件を追うことをやめていた。代わりに、「リア充活動」に興味があり、ヒロイン達と過ごしたいと考えていた。

### あらすじ
本作の物語は『CHAOS;CHILD』の物語の後から始まる。久野里澪は刑事の神成岳志から連絡を受け病院に向かい、他の全ての患者は回復しているにも関わらず、「カオスチャイルド症候群」から回復していない患者を見る。因果律を歪曲することができるという患者の能力に言及したカルテと、この患者がその能力故に無意識の状態を保たれていたこと、この能力を使って『CHAOS;HEAD』の「渋谷地震」の時点からの因果の改変を計画しているという和久井修一によるレポートを読み終え、顔を上げると、澪の目の前には神成ではなく和久井がいた。その直後、患者が目を見開いた瞬間、世界は変わった。
舞台は2015年10月に戻り、拓留達新聞部は「ニュージェネレーションの狂気の再来」について議論したが、これらの事件を追うことは無意味だと判断して、これに代わる別の話題を見つけることにする。結局、彼らは「クールキャットプレス」のようなYES/NOアンケートを作成することに決めた。拓留はこのアンケートに挑戦することになり、その選択によって物語は分岐する。

## 開発と発売
『CHAOS;CHILD』では種田梨沙が久野里澪の声を担当していたが、病気療養のために活動を休止していたので、本作では真田アサミが澪の声を担当した。
本作は2016年9月に志倉千代丸によってその存在が明かされた。同年11月にはファミ通で対応機種と発売日が発表され、この時点での開発の進捗率は30%であったと言われている。「YES/NOトリガー」は、物語の分岐を決定する「科学アドベンチャーシリーズ」の「トリガー」システムの新たな「トリガー」として追加された。
本作は2017年3月30日に日本でPlayStation 4及びPlayStation Vita向けに通常版と限定版の両方が発売された。限定版のカバーアートはオリジナルのXbox One向けの『CHAOS;CHILD』の限定版のものに基づいており、構図は同じだが、キャラクター達は下着姿に変更されている。2018年3月、本作のPlayStation 4版が日本向けのPlayStation Now（クラウド型ゲームサービス）に追加された。同年6月21日、Digital Touchは本作のPlayStation 4版を大韓民国で発売した。オープニングテーマは2017年4月19日に、エンディングテーマは同年3月29日にそれぞれシングルとして発売された。

## スタッフ
- 企画 - 志倉千代丸（5pb.）
- シナリオ - たきもとまさし / 安本亨 / 土屋つかさ
- シナリオ監修 - 梅原英司[1]
- キャラクターデザイン - ささきむつみ
- 音楽 - 阿保剛（5pb.）
- プロデューサー - 松原達也（5pb.）
- ディレクター - 松本裕介（5pb.）
- 制作 - 5pb. / ニトロプラス

## 主題歌

### オープニングテーマ
「非合理的かつ訂正不能な思い込み」
作詞・作曲 - 志倉千代丸 / 編曲 - 久下真音 / 歌 - アフィリア・サーガ

### エンディングテーマ
「罪証のルシファー」
作詞・作曲 - 志倉千代丸 / 編曲 - 悠木真一 / 歌 - イケてるハーツ

## 反応
ファミ通とGameshotは、『CHAOS;CHILD』の特徴が無く明らかに異なる雰囲気を持つと驚いたが、ファミ通は「ドキドキなイチャラブ恋愛物語」と評価し、Gameshotは『CHAOS;CHILD』の物語の後に行われる単なるファンディスクではなく、本物の続編のように感じられることを高く評価した。Gameshotはいくつかのルートが欠けていること、また、エンディングに不満を感じたが、『CHAOS;HEAD らぶChu☆Chu!』や『STEINS;GATE 比翼恋理のだーりん』などの以前の「科学アドベンチャーシリーズ」のファンディスクよりもまとまりがあると評価し、『CHAOS;CHILD』のキャストが好きなシリーズのファンにおすすめした。ファミ通は店舗別特典の尾上世莉架のタペストリーを、「世莉架ファンにはたまらないもの」と評価した。
PlayStation Vita版は発売した週に日本で18番目に売れたパッケージ版ゲームであり、6,240本の売上を記録した。一方、PlayStation 4版はメディアクリエイトの週間販売ランキングTOP20には登場しなかった。ゲームのオープニングテーマは日本のオリコンシングルチャートで最高で6位を記録し、3週間の間チャート入りした。エンディングテーマは最高で16位を記録し、1週間の間チャート入りした。